# Biserica „Sfântul Grigore Decapolitul” din Șișești

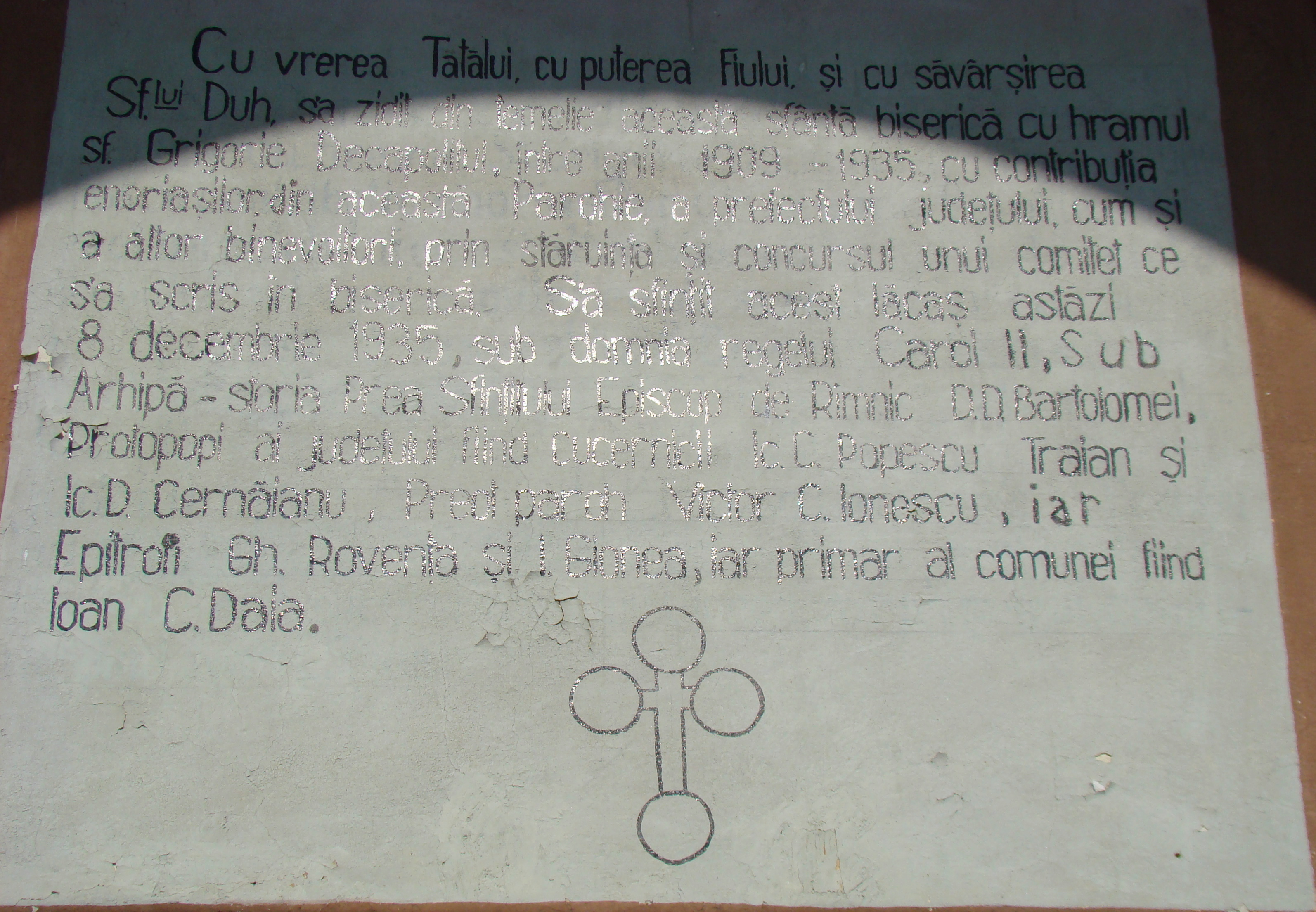
Pisania

Biserica cu hramul „Sfântul Grigore Decapolitul” este un monument istoric din localitatea Șișești, comuna Șișești, județul Mehedinți. Biserica se află pe noua listă a monumentelor istorice sub codul LMI:  MH-II-m-B-10413.

## Istoric și trăsături
Biserica din Șișeștii de jos a fost ridicată între anii 1909-1935. Construirea ei a început la inițiativa unui comitet local, în frunte cu preotul Constantin Ionescu și membrii: Ion Trandafirescu  (învățător), Ghiță Rovența (proprietar), aceștia fiind și epitropi, Ion Nițulescu (cântăreț), Constantin Partenie și Vasile Tudor. Lucrarea a fost încredințată arhitectului Achim Marcovici din Baia de Aramă. Până în anul 1910 a lucrat doar soclul, pentru care a primit suma de 3596 lei, iar restul până la 6000 de lei când a terminat soclul, din piatră cioplită, calcar alb, la înălțimea de 1 metru. Restul lucrării, până la acoperiș, a fost continuat de un meșter italian, Belinie, cu fiul său Napoleon, care au terminat-o în roșu până în anul 1914. Au primit pentru această lucrare suma de 12500 de lei, rămânând doar tencuielile și zugrăvitul.
Până la sfârșitul anului 1914, a fost pus și acoperișul de frații Anton și Ignatz Vanderti din Drobeta-Turnu Severin, lucrat din tablă galvanizată. Din cauza unor certuri ivite între membrii comitetului parohial, ca și din cauza primului război mondial, lucrările au sistat. Au fost reluate mult mai târziu, ajungând să se termine cu pictura abia în vara lui 1935, executată de pictorul Ștefan Preda. 
Clopotul bisericii se află în turla cea mare și are greutatea de 45 de kg. Biserica a fost sfințită în data de 8 decembrie 1935. Ca aspect, prin arhitectură și proporții (28/8 m) biserica din Șișeștii de Jos este una dintre cele mai frumoase biserici din județul Mehedinți. E construită în formă de cruce, cu absidele hexagonale, pe un soclu înalt de piatră. Pe frontispiciu se găsesc trei icoane: în mijloc icoana hramului, Sfântul Grigorie Decapolitul, în dreapta icoana Sfântului Apostol Iacob, în stânga icoana Sfântului Apostol Toma.

## Vezi și
- Șișești, Mehedinți

## Legături externe
- Grigorie Decapolitul
- Fișă de monument

## Imagini din exterior

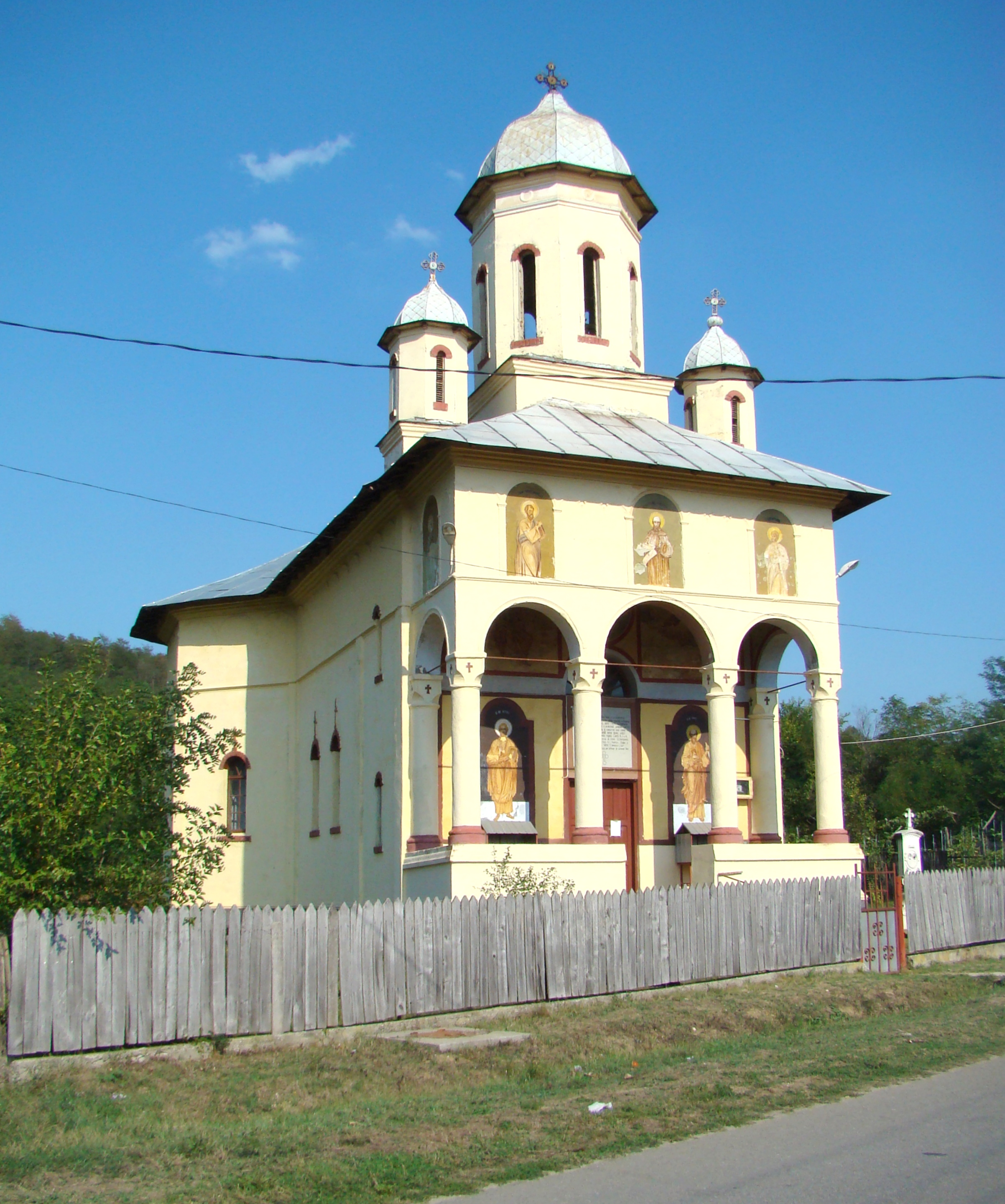
Biserica (nord-est)
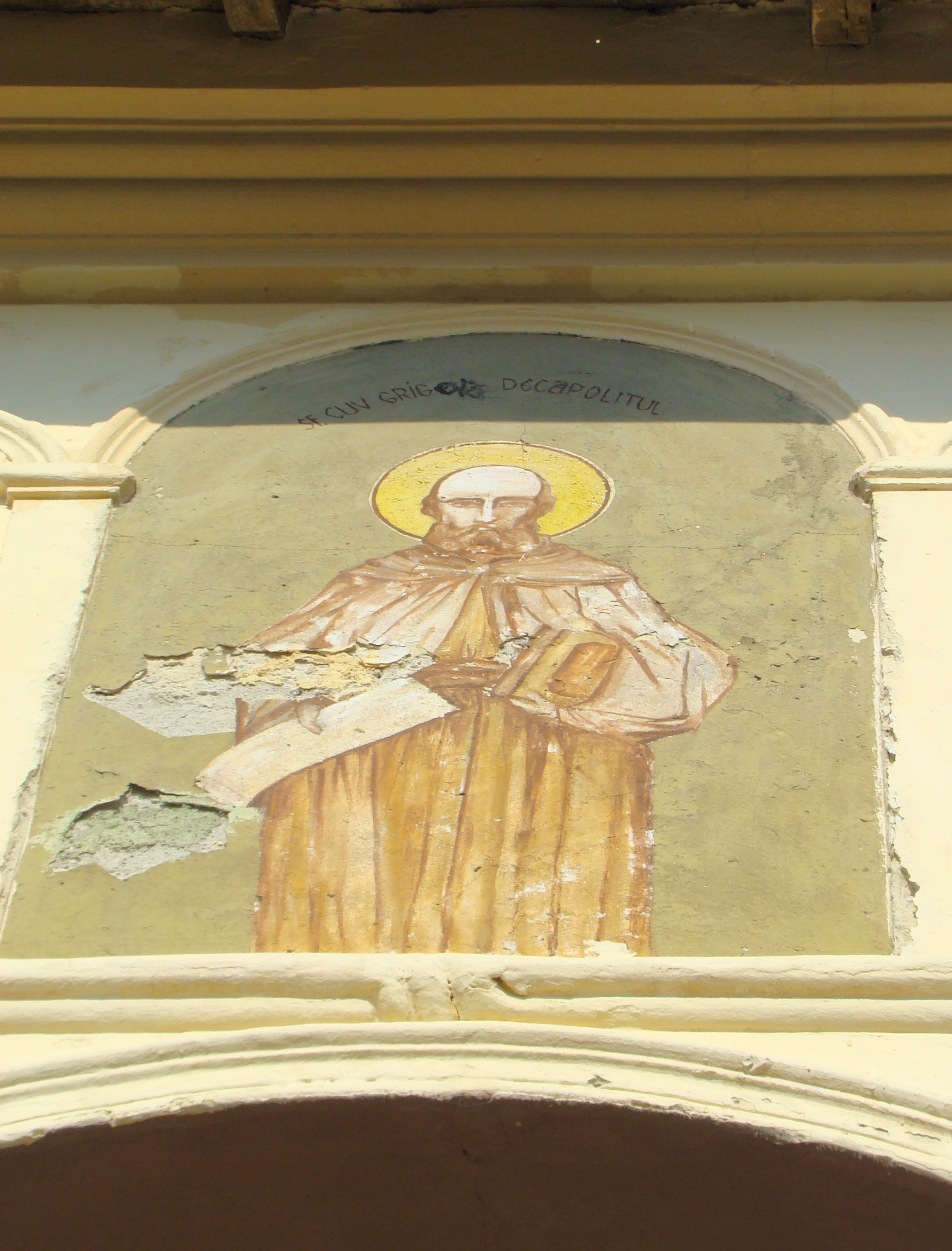
Sfântul Grigore Decapolitul
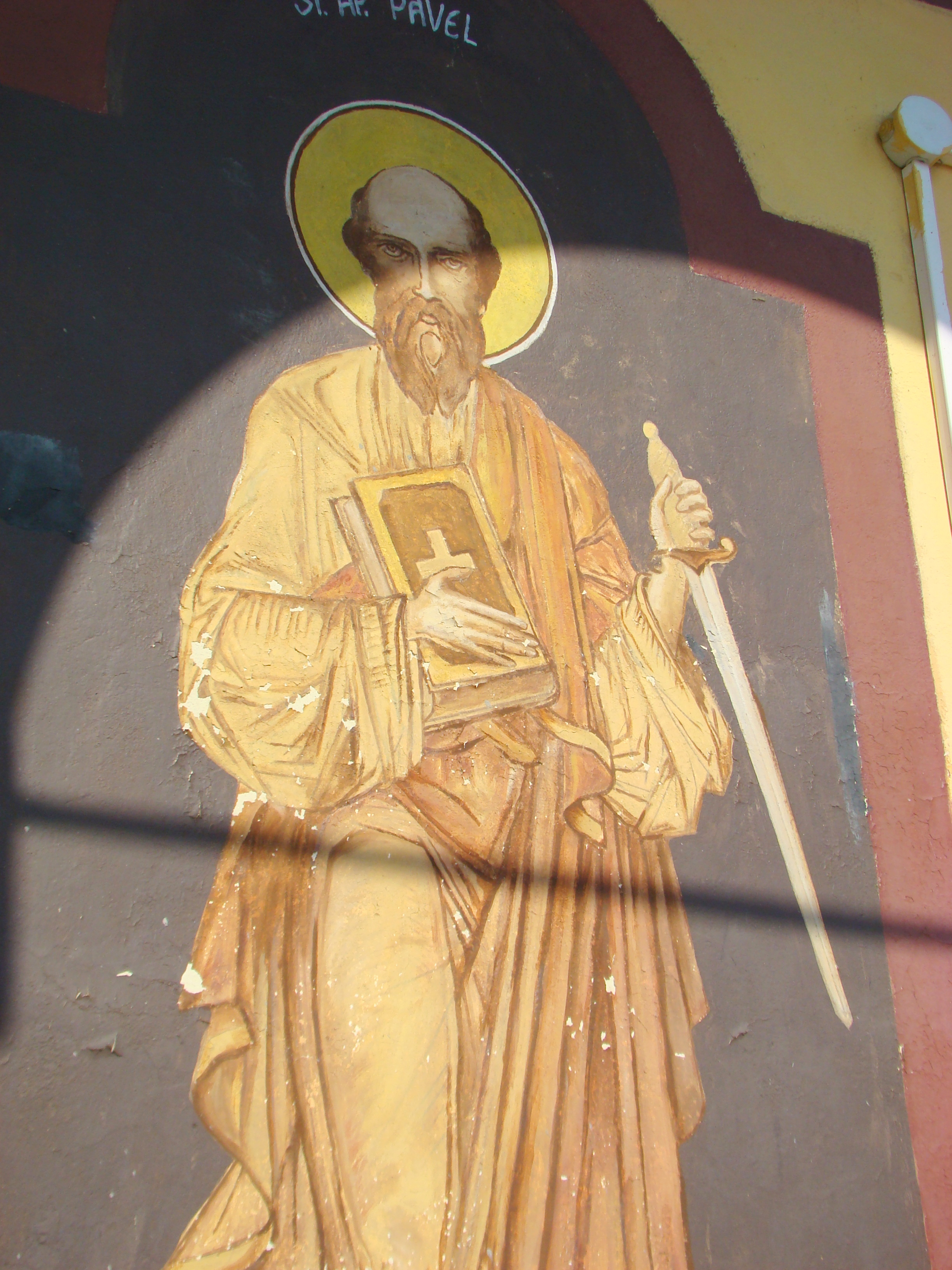
Apostolul Pavel
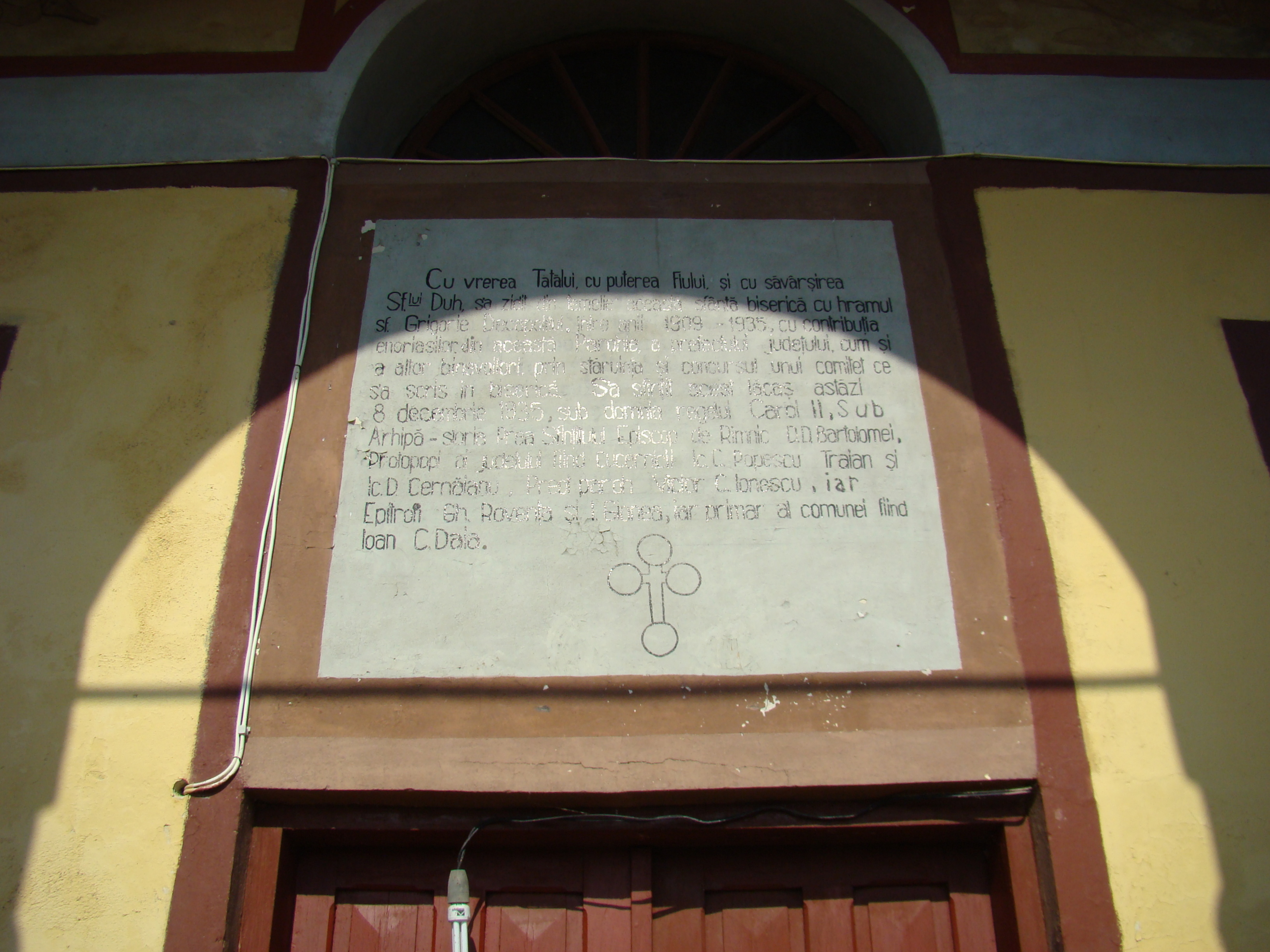
Pisanie deasupra intrării
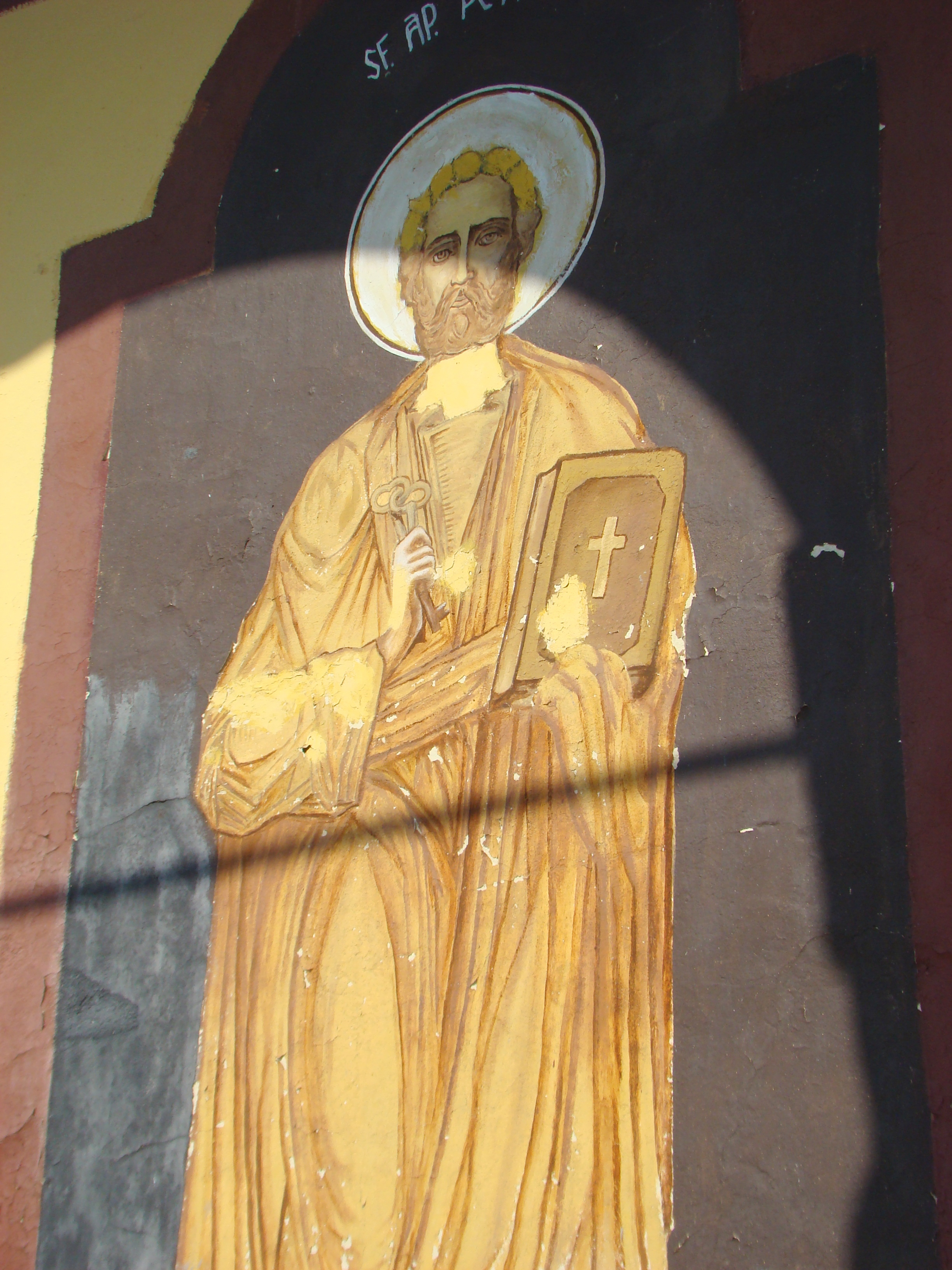
Apostolul Petru
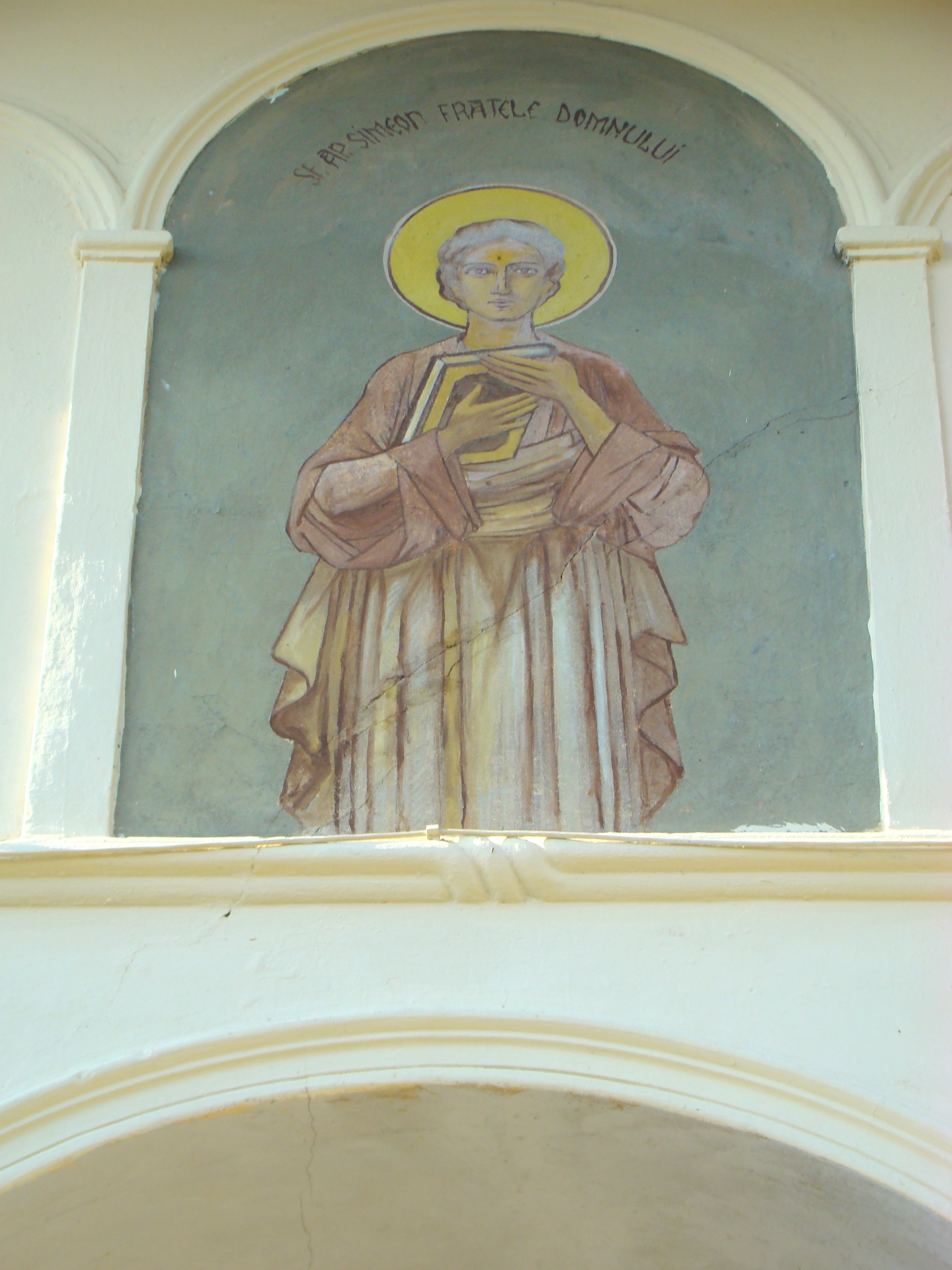
Apostolul Simeon
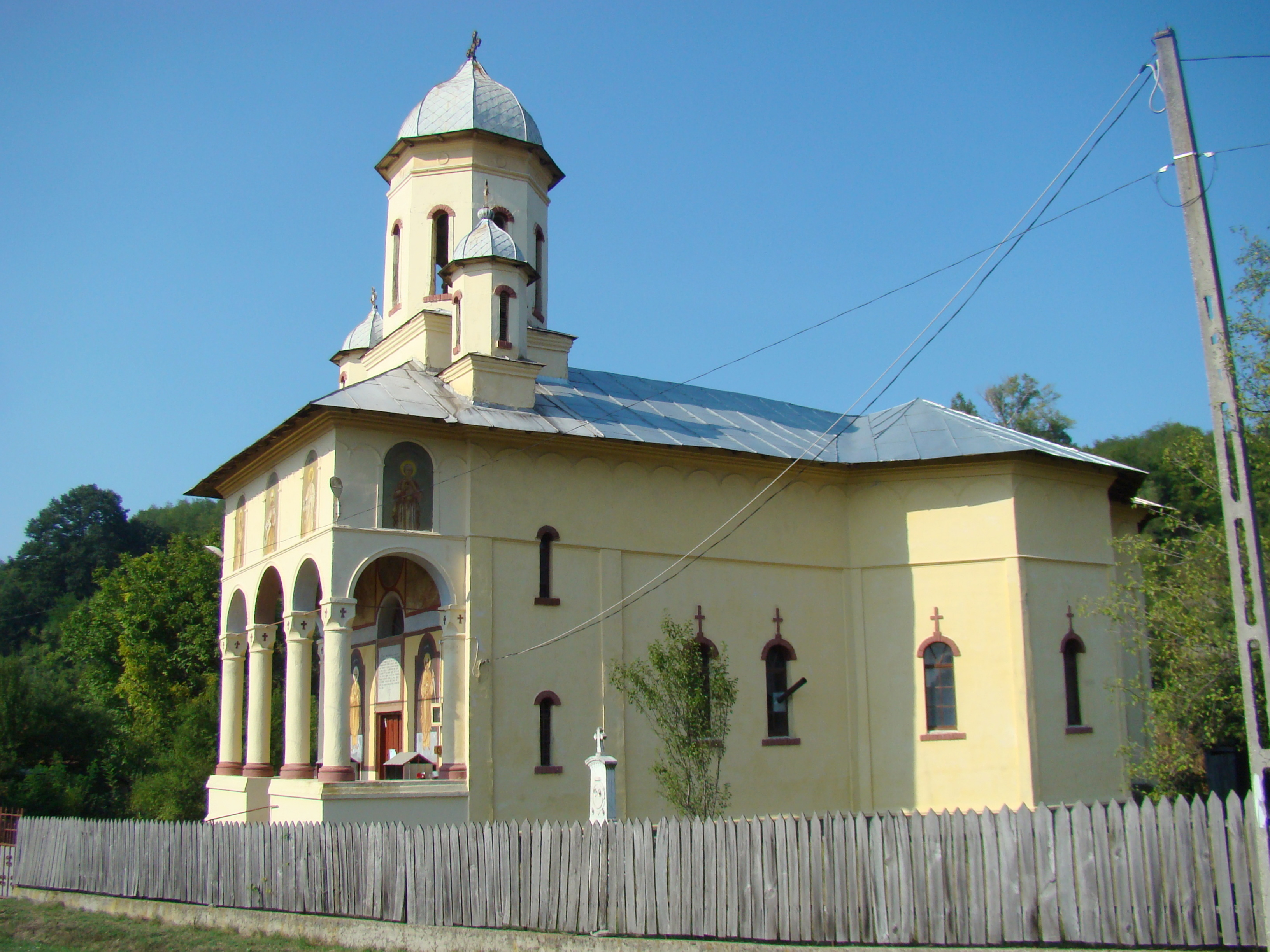
Biserica (sud-vest)
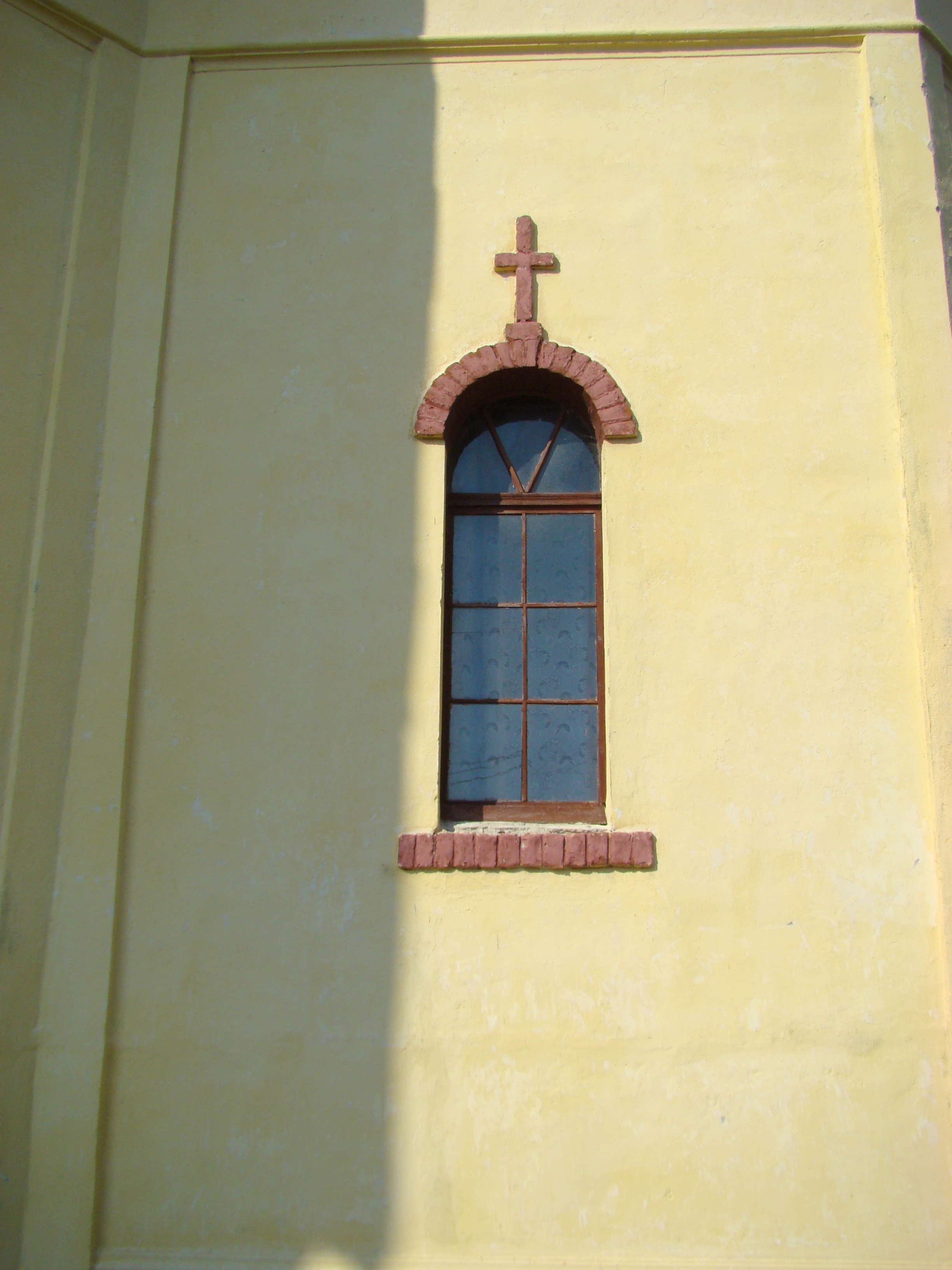
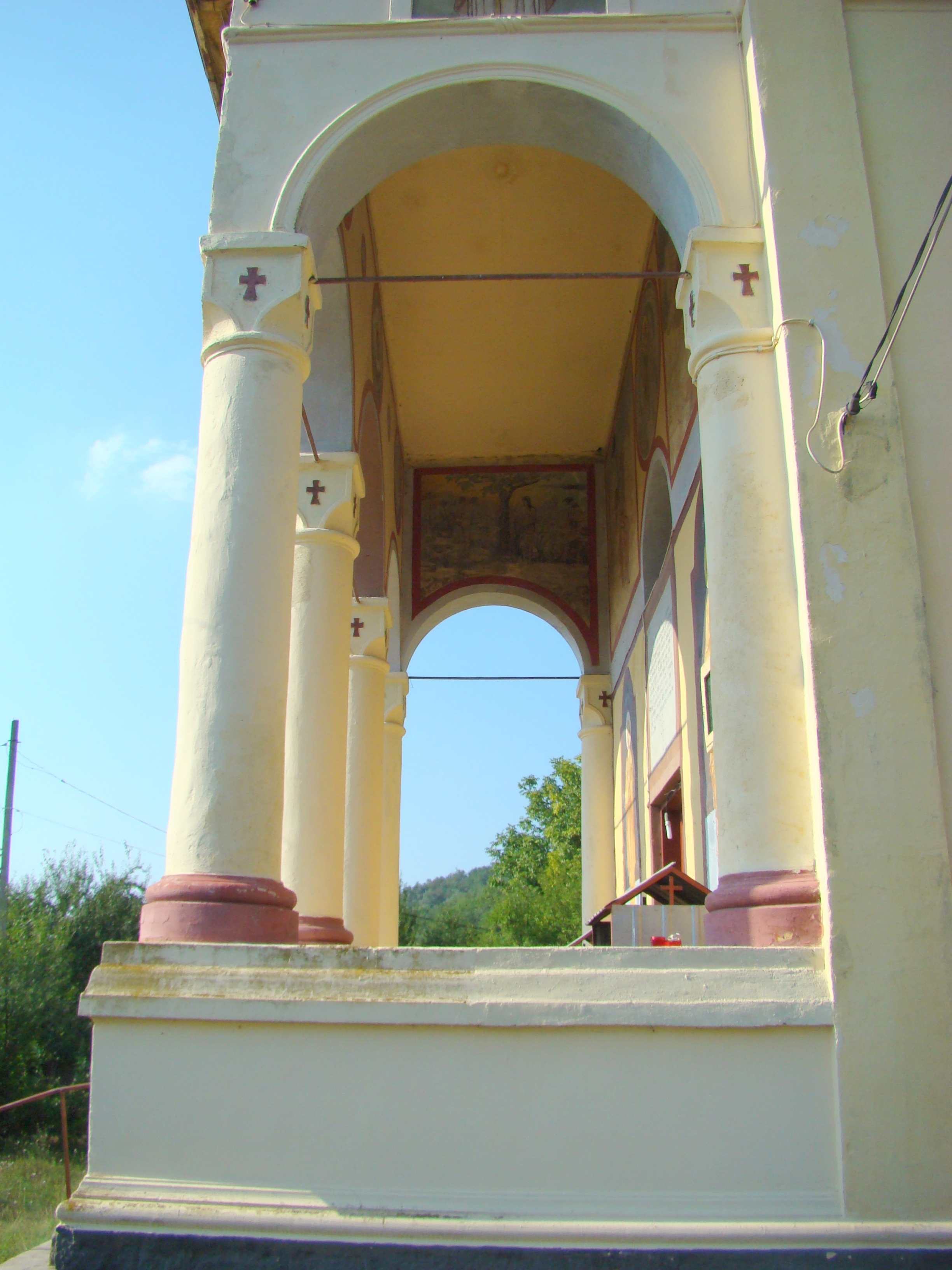
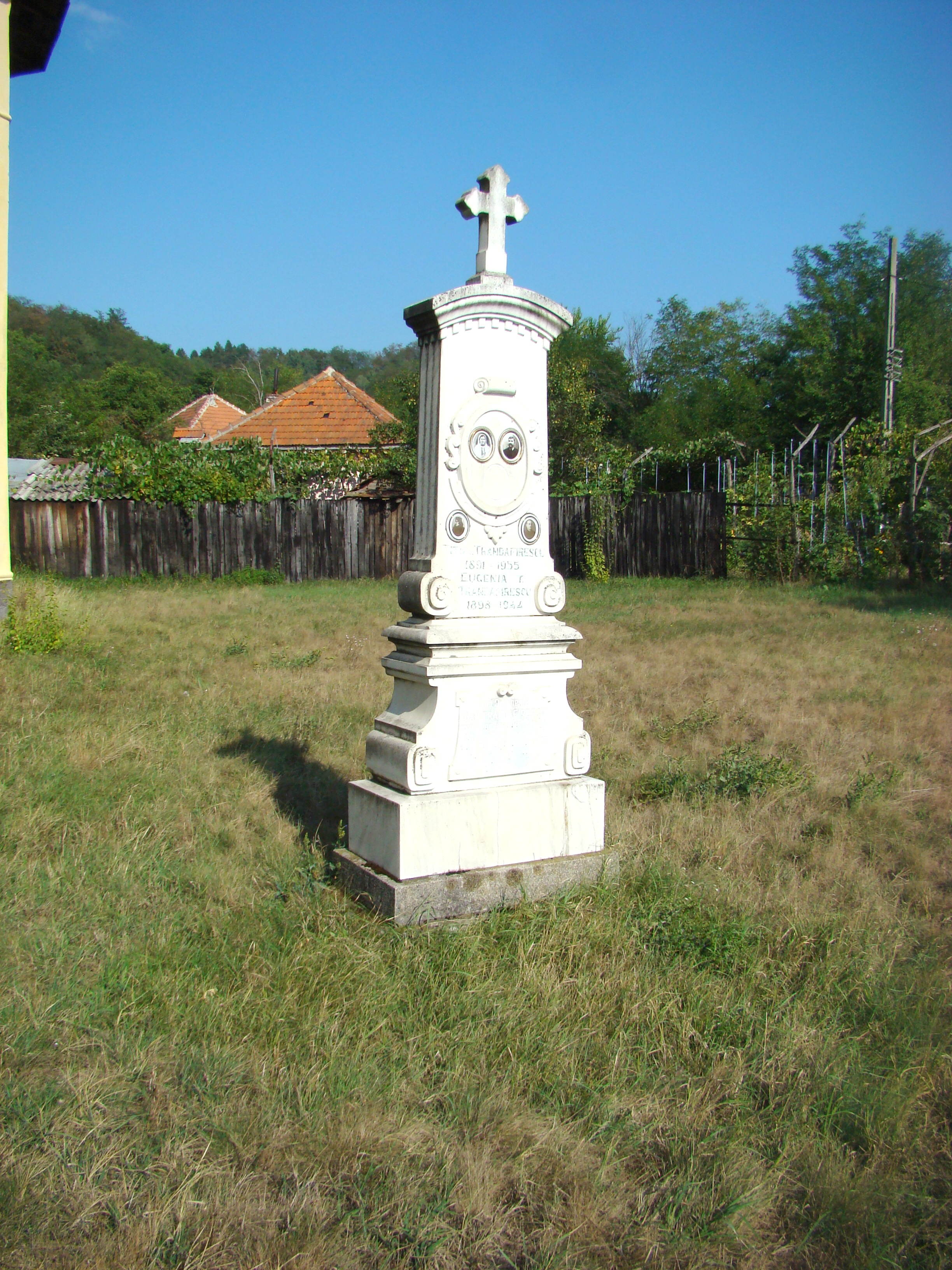